# Ducado de Roma
El ducado de Roma (en latín: Ducatus Romanus) fue una subdivisión del exarcado de Rávena. Al igual que otras subdivisiones bizantinas en Italia, fue gobernado por un funcionario imperial con el título de dux. El ducado a menudo entraba en conflicto con el papado por la supremacía dentro de Roma. Fue fundado tras la conquista del emperador Justiniano I en 552. Después de la fundación de los Estados Pontificios en 751, el título de duque de Roma quedó en desuso.

## Historia
El ducado de Roma fue fundado por Justiniano en 552 como parte de la conquista bizantina de Italia. El ducado fue asegurado tras la victoria en la guerra gótica. La ciudad de Roma misma fue objeto de múltiples batallas antes de que la campaña terminara con la victoria bizantina y la posesión de toda la península italiana.
Debido a sus actividades de restauración, Justiniano a veces ha sido llamado el "último romano" en la historiografía moderna. Esta ambición fue expresada por la recuperación parcial de los territorios del extinto Imperio Romano de Occidente. Su general, Belisario, rápidamente conquistó el reino vándalo en el norte de África, extendiendo el control romano al Océano Atlántico en 533. Posteriormente, Belisario, Narses y otros generales conquistaron el reino ostrogodo, restaurando Dalmacia, Sicilia, Italia y Roma al imperio después de más de medio siglo de gobierno de los ostrogodos.
No obstante, el dominio efectivo sobre toda la Península duro poco, en 568 los Lombardos, dirigidos por su rey Alboino, abandonan sus antiguos territorios en los márgenes orientales del Danubio, e invadieron Italia conquistando gran parte del norte, centro y sur de la Península fugazmente, exceptuando las ciudades de Rávena (centro del distrito de la Pentápolis), Roma y los territorios del Lacio, Liguria, Venecia, Sicilia, Apulia, Calabria, Nápoles,  Córcega, Cerdeña y una estrecha franja de tierras que conectaba Rávena y Roma (Ducado de Perugia). Estos territorios fueron constituidos en el Exarcado de Rávena por el Emperador Mauricio en el 584.
Dentro del exarcado, los dos distritos principales eran la ciudad de Rávena, capital del exarcado y principal centro de oposición a los Lombardos, y el ducado de Roma, que abarcaba los territorios del Lacio al norte del Tíber y de Campania, al sur del Garigliano. Allí el Papa lideró la oposición a los Lombardos.

### Importancia de Roma para la Italia bizantina
La importancia estratégica del Ducado de Pentápolis (Rimini, Pesaro, Fano, Senigallia, Ancona) y Perugia radicaba en su capacidad para mantener el control de los distritos entre Rávena y Roma, y con ellos la comunicación sobre los Montes Apeninos. Si esta conexión estratégica se rompía, era evidente que Roma y Rávena no podían mantenerse solos por un largo período de tiempo. Esto también fue reconocido por los Lombardos. Esta misma franja estrecha de tierra rompía la conexión entre sus ducados de Spoleto y Benevento y la porción principal de los territorios del rey en el norte. Los lombardos hicieron múltiples ataques contra este frente para arrebatar el control de la península de los bizantinos.

### Ataques lombardos y aumento de la responsabilidad papal
En 728, el rey lombardo Liutprando tomó el castillo de Sutri, que dominaba la carretera de Nepi en el camino a Perugia. Sin embargo, Liutprando, suavizado por las súplicas del papa Gregorio II, le devolvió Sutri "como un regalo para los benditos apóstoles Pedro y Pablo".
Esta expresión del Liber pontificalis fue erróneamente interpretada en el sentido de que en esta donación esta el comienzo de los Estados de la Iglesia. Esto es incorrecto en la medida en que los Papas continuaron reconociendo al gobierno imperial, y los funcionarios griegos aparecieron en Roma por algún tiempo más. Es cierto, sin embargo, que aquí por primera vez se cumple la asociación de ideas sobre las cuales se construirían los Estados de la Iglesia. El Papa pidió a los lombardos el regreso de Sutri por el bien de los Príncipes de los Apóstoles y amenazó con el castigo de estos santos protectores. El piadoso Liutprando fue indudablemente susceptible a tales súplicas, pero nunca a ninguna consideración por los griegos. Por esta razón, le dio Sutri a Pedro y Pablo, para que no se exponga a su castigo. Lo que el Papa hizo con él sería irrelevante para él.
La creencia de que el territorio romano (al principio en el más restringido, pero luego también en el sentido más amplio) fue defendido por el Príncipe de los Apóstoles se hizo cada vez más frecuente. En 738, el duque lombardo Transamundo II de Spoleto capturó el castillo de Gallese, que protegía el camino a Perugia al norte de Nepi. El papa Gregorio III hizo un gran pago al duque para que le devolviera el castillo. El papa luego buscó una alianza con el duque Transamundo para protegerse contra Liutprando. Sin embargo, Liutprando conquistó Spoleto, asedió Roma, arrasó el ducado de Roma y se apoderó de cuatro fortalezas fronterizas importantes (Blera, Orte, Bomarzo y Amelia), cortando así la comunicación con Perugia y Ravenna.
Esto hizo que el Papa en 739 volviera por primera vez al poderoso reino franco, bajo la protección de la cual Bonifacio había comenzado sus exitosas labores como misionero en Alemania. Envió a Carlos Martel, "el poderoso Mayordomo de palacio" de la monarquía franca y el comandante de los francos en la famosa batalla de Tours, sin duda con el consentimiento del dux griego, y le pidió que protegiera la tumba del Apóstol. Carlos Martel respondió a la embajada y reconoció los regalos, pero no estaba dispuesto a ofrecer ayuda contra los lombardos, que lo estaban ayudando contra los sarracenos.
En consecuencia, el sucesor de Gregorio III, el papa Zacarías, cambió la política que se había seguido anteriormente hacia los lombardos. Formó una alianza con Liutprando contra Transamundo, y en 741 recibió a cambio los cuatro castillos como resultado de una visita personal al campamento del rey en Terni. Liutprando también restauró una serie de patrimonios que habían sido incautados por los lombardos, y además concluyó una paz de veinte años con el Papa.
El ducado ahora tenía un respiro de los ataques lombardos. Los lombardos cayeron sobre Rávena, que ya habían tenido entre 731 y 735. El exarca Eutiquio no tuvo otro recurso que buscar la ayuda del papa. De hecho, Liutprando se dejó inducir por Zacarías a entregar la mayor parte de sus conquistas. Tampoco carecía de importancia que estos distritos también debieran su rescate al Papa. Poco tiempo después de la muerte de Liutprando en 744, Zacarías tuvo éxito en posponer aún más la catástrofe.

### Caída del exarcado-Donación de Pipino
En 751 el Exarcado de Rávena cayó ante los lombardos bajo el rey Astolfo. Roma, bajo el papa Esteban II, intentó negociaciones diplomáticas con Astolfo, y ante el fracaso de estas, suplicó al rey Pipino el Breve de los francos que interviniera en su nombre. Pipino derrotó a los lombardos en 756 y otorgó las tierras del Ducado de Roma, así como las antiguas posesiones lombardas al papado en lo que se conoce como la Donación de Pipino, que marca el verdadero comienzo de los Estados Pontificios.

## Duques
Los duques fueron inicialmente nombrados por el exarca, pero a mediados de siglo comenzaron a ser nombrados por el Papa.
- Pedro (-725)
- Marino (725-)
- Esteban (fl. 743)
- Toto (767-768)
- Gratioso (769-772)
- Juan (772-)
- Teodoro (¿?)

La oficina del duque de Roma desapareció alrededor de 778-81, pero hay referencias dispersas a los duques entre los oficiales papales, que pueden ser sucesores de los duques de Roma:
- Leonino (¿?)
- Sergio (815)